# Prise de Carthage (439)
Déclin de l'Empire romain d'Occident
Batailles
- Pollentia (402)
- Vérone (403)
- Fiesole (405/406)
- Passage du Rhin (406)
- Mayence (406)
- Rome (410)
- Carthage (439)
- Champs Catalauniques (451)
- Rome (455)
- Sinuessa (458)
- Carthagène (460)
- Orléans (463)
- Cap Bon (468)

La prise de Carthage par le chef vandale Genséric se déroule le 19 octobre 439. Les Vandales s'emparent de la ville sans combat, mettant fin à six siècles de domination romaine sur la ville. Après la prise de Carthage, Genséric poursuit et achève la conquête de la province d'Afrique.

## Contexte
En mai 429, les Vandales, sous la direction de leur chef Genséric, traversent le détroit de Gibraltar et débarquent sur les côtes de Maurétanie (actuel Maroc). Ils progressent à travers l'Est du Maghreb, prennent la ville d'Hippone en août 431, et en font leur capitale. En 435, Genséric conclut un traité avec les Romains, en vertu duquel il conserve la Maurétanie sétifienne et la province de Numidie, en tant que peuple fédéré (alliés sous traité spécial) de l'Empire romain d'Occident.

## Déroulement
Le 19 octobre 439, Genséric ne respecte pas son traité avec Rome et se lance vers Carthage. Les Vandales agissent rapidement et entrent dans la ville par surprise, pratiquement sans combattre, la plupart des habitants assistaient aux courses à l'hippodrome.

## Conséquences
Genséric fait de Carthage sa nouvelle capitale, et se titre désormais de « roi des Vandales et des Alains », pour désigner l'inclusion de ses alliés Alains dans son royaume naissant. Il trouve dans le port de Carthage une flotte qui s'ajoute aux navires qu'il a amené avec lui lors de sa traversée vers l'Afrique, et des raids pirates sont projetés dès le printemps vers la province romaine de Sicile. L'Empire romain d'Occident se trouve privé de la rente fiscale fournie par la province d'Afrique, sa plus riche province.